# 北九州市立くきのうみ小学校
北九州市立くきのうみ小学校（きたきゅうしゅうしりつ くきのうみしょうがっこう）は、福岡県北九州市若松区にある公立小学校。

## 概要
- 2022年4月、少子化による児童数減少により、修多羅小学校と古前小学校が統合し開校した[1]。
- なお、校舎は、開校から2年間は旧修多羅小学校校舎を使用し、2024年（令和6年）4月から、改修工事を終えた旧古前小学校校舎へ移転した。

## 沿革
出典
- 2022年（令和4年）
  - 4月1日 - 開校。
  - 4月7日 - 開校式挙行。
  - 4月12日 - 第1回入学式挙行。最初の新入生は24名[3]。
  - 5月29日 - 第1回運動会開催。
  - 6月1日 - 学校公式サイト開設。
- 2023年（令和5年）
  - 3月16日 - 第1回卒業式挙行。最初の卒業生は39名[4]。
  - 3月24日 - 最初の修了式と離任式挙行[4]。
- 2024年（令和6年）
  - 3月末 - 修多羅校舎から、古前校舎へ移転。
  - 4月 - 古前校舎での授業開始。

## 児童数
2022年4月の開校時点
| 学年 | 1年 | 2年 | 3年 | 4年 | 5年 | 6年 | 特支 | 合計 |
| ---- | --- | --- | --- | --- | --- | --- | ---- | ---- |
| 学級 | 1   | 1   | 1   | 2   | 1   | 2   | 1    | 9    |
| 児童 | 24  | 34  | 34  | 37  | 33  | 38  | 7    | 207  |

## 通学区域
出典
- 若松区
  - 修多羅1丁目（全域）
  - 修多羅2丁目（全域）
  - 修多羅3丁目（全域）
  - 大字修多羅（1番～803番・823番・825番）
  - 白山1丁目（6番(12号の一部・13号～37号・40号)・7番・9番～18番）
  - 本町3丁目（4番(16号～19号)・7番(4号～28号)・8番）
  - 山手町（5番～6番）
  - 大池町（全域）
  - くきのうみ中央（全域）
  - 古前1丁目（全域）
  - 古前2丁目（全域）
  - 宮丸1丁目（1番～2番・5番～6番・9番～14番・19番・21番～23番・26番～33番）
  - 和田町（全域）
  - 大字藤木（1番～158番・340番～483番・496番～497番）

## 進学先中学校
- 北九州市立若松中学校[6]
- 北九州市立石峯中学校[6]

## 学校周辺
- 修多羅校区公民館 - 敷地が隣接
- 修多羅第一公園 - 敷地が隣接
  - 北九州市年長者いこいの家集会所
- 高塔児童館
- 国道199号
- ベイサイドモール
- JR九州筑豊本線若松駅

## アクセス
- 北九州市営バス「修多羅」バス停下車後、徒歩約230m・約4分。
- 九州旅客鉄道筑豊本線若松駅から、徒歩約530m・約8分。